# Église Saint-Vorles de Marcenay
Pour les articles homonymes, voir Église Saint-Vorles de Châtillon-sur-Seine.
L’église Saint-Vorles est une église catholique située dans la commune de  Marcenay, dans la Côte-d'Or, en France.

## Historique
Vorles, mort en 591, serait né à Marcenay vers l’an 530 et, devenu prêtre, y aurait également accompli son miracle. L’église Saint-Vorles est connue pour être le lieu où ses restes étaient conservés avant leur transfert dans l’église de Châtillon-sur-Seine en 868.
Une dizaine de sarcophages de la fin du VIe siècle et du début du VIIe siècle, certains ayant encore leur couvercle, a été retrouvée à proximité immédiate de l’église. L’un d’eux conservé dans une crypte sous le chœur est réputé être celui de Saint Vorles.
Plusieurs restes d’édifices des Xe et XIe siècles antérieurs à l’église actuelle ont été retrouvés, certains étant intégrés dans l’édifice actuel. Celui-ci a été principalement construit au XIIe siècle dans le style roman et remanié au XVe siècle. Le clocher-porche date de 1778.
Une restauration complète achevée en 2013 permet la réouverture de l’église fermée au public depuis plus de dix ans. À cette occasion des fouilles importantes ont été réalisées.

## Description

### Architecture
Avec des vestiges antérieurs à l'an mil, l’église Saint-Vorles illustre la transition entre l’architecture carolingienne et l’architecture romane. Les parties médiévales de l'édifice sont de style roman.

### Mobilier
Le mobilier liturgique (autel, tabernacle, retable, chaire, bénitier, fonts baptismaux) de l'église Saint-Vorles est classé à l'Inventaire général du patrimoine culturel ainsi que :
- la statuaire : saint Vorles (XVIe siècle), saint Nicolas (XVIe siècle), Christ en Croix (XVIIe siècle), bustes reliquaires (XVIIIe siècle), saint diacre (XVIIIe siècle) ;
- un vitrail du XIXe siècle : scènes de la vie de saint Vorles[7].

Dans les bas-côtés se trouvent les sarcophages du Haut-moyen âge découverts autour de l'église. On en compte une dizaine, tous de la fin du VIe siècle ou du début du VIIe siècle, qui ont parfois conservé leur couvercle dont l'un est réputé être celui de Vorles.

## Protection
L’église Saint-Vorles est inscrite à l’inventaire des Monuments historiques depuis le 10 novembre 1925.